# 全日本ヨーヨー選手権大会
全日本ヨーヨー選手権大会（ぜんにほん-せんしゅけんたいかい）は競技ヨーヨーの日本全国大会。通称JN。英語名は「Japan National Yo-Yo Contest」（ジャパン・ナショナル・ヨーヨー・コンテスト）。

## 概要
予選は1分間のフリースタイル（自由演技）によって行われる。
各地区大会で上位に入賞した者にはこの大会へのシード権が与えられる。ルールは、これらの地区大会と共通である。また、各A部門で優勝すると世界大会へのシード権を獲得する。

## 歴史

### UTYJ以前
現在の日本ヨーヨー連盟の元となる組織が現れるまでは株式会社バンダイによる「JCS」（Hyper Yo-Yo Japan Championships）が開催されていた。1997年10月26日にはバンダイ主催の「第1回ハイパーヨーヨー・ジャパン・チャンピオンシップ」が開催された。また、1998年9月13日にJYYAが「ジャパン・ヨーヨー・コンテスト 1998」を開催した。この頃は、まだ私企業によるハイパーヨーヨーの販促の大会という位置づけだった。

### UTYJ時代
運営実行委員の長谷川貴彦を中心として「日本ヨーヨーチーム連合」（United Teams of Yo-Yo Japan、UTYJ）が設立された。「プレイヤー主導のコンペティティブな、メーカー制限のない大会」を理念として、1999年12月26日に初の大会「Yo-Yo Competition vol.01」を開催した。これが事実上の現在の全日本選手権に繋がる最初の大会である。その後、2000年11月19日に地区予選大会を開催するようになり、2002年まで続いた。
バンダイと関係の深いJYYA側も2001年11月4日に「2001 JYYAヨーヨーコンテスト」を開催した。JYYAはこれ以降、全国的な選手権は開催していない。
運営ホストの長谷川貴彦、三居弘典、小林典弘の3人が大会運営に関わり辛くなってきたため、2002年3月31日の全日本選手権を最後にUTYJは解散し、同時に「日本ヨーヨーコンテスト委員会」（Japan Yo-Yo Contest Committee、JYCC）が発足した。

### JYCC時代
石黒友也、荒牧淳、川田祐、渡邉富之の４人が運営ホストになり、UTYJの三居弘典が引き続き運営責任者として続投した。大会は2002年12月27日のイーストジャパン大会を皮切りに「2003ジャパンリーグ」を開催。
2003年3月30日に「2003ジャパン・ナショナル・ヨーヨー・コンテスト」を開催した。
2006年10月より「日本ヨーヨー連盟」（JYYF）へと移行。現在開催されているヨーヨーの全日本選手権へと繋がる。

## 開催競技
1Aから5Aまでの優勝者のみが「ヨーヨーの日本チャンピオン」として認定される。
- フリースタイル
  - 1A部門
  - 2A部門
  - 3A部門
  - 4A部門
  - 5A部門
- チーム部門
- ラダー部門
- Mods部門

## 地区予選大会
現行の大会では下記の地区予選大会が開催されている。
- 日本ヨーヨー選手権 東日本地区大会Aブロック
- 日本ヨーヨー選手権 東日本地区大会Bブロック
- 日本ヨーヨー選手権 中部地区大会
- 日本ヨーヨー選手権 北海道地区大会
- 日本ヨーヨー選手権 九州地区大会
- 日本ヨーヨー選手権 西日本地区大会

## 関連記事
- ヨーヨー日本王者一覧
- ワールド・ヨーヨー・コンテスト